# باربرا بايل
باربرا واي. إي. بايل (22 أغسطس 1955) منتجة تنفيذية أمريكية، ومخرجة، وناشطة بيئية. شاركت في إنشاء سلسلة الرسوم المتحركة فرسان الكوكب، وشغلت منصب المنتج التنفيذي، وأسست مؤسسة كابتن بلانيت. هي حاليًا داعمة وقوة دافعة لحركة الأشخاص الذين يساعدون في حماية البيئة (بلانتر)، وهي محاولة عالمية لمحبي المسلسل لزيادة الوعي البيئي، بناءً على قيم شخصيتها الرئيسية، كابتن الكوكب.

## مسيرتها الفنية

### منتجة تنفيذية
قابلت باربرا بايل تيد تيرنر لأول مرة في عام 1980 عند تصويرها لكأس أميركا لصالح مجلة التايم، وكان أباطرة الإعلام يوجهون كريجس للمرة الأخيرة. لقد أعجب تيرنر بذكاء بايل الإعلامي والتزامها بالقضايا البيئية، فعينها نائبة رئيس السياسة البيئية في قناة تي بي إس. شغلت بايل هذا المنصب أكثر من عقدين، وكانت مسؤولة عن إنشاء قسم تيرنر البيئي ووضع جدول أعمال البث البيئي للشركة. 
وصفت بايل تي بي إس بأنها الشبكة البيئية. في الوقت نفسه، كانت محررة البيئة في سي إن إن، وهناك قدمت وأشرفت على التقارير الإخبارية البيئية وإعداد الرامج في كل من سي إن إن وتي بي إس. باعتبارها واحدة من أوائل المديرين التنفيذيين للشركات البيئية، دافعت عن سياسات ومبادرات المسؤولية الاجتماعية للشركات على مستوى الشركة، ووضعت معايير لكفاءة الطاقة، وإعادة التدوير، واستخدام السيارات من خلال برنامج تعويض الهواء النظيف الحائز على جوائز.
أثناء وجودها في تي بي إس/سي إن إن، قدمت بايل وأشرفت على التغطية البيئية، من بينها شؤون الأرض، وهو برنامج إخباري بيئي يومي عُرض لأول مرة على سي إن إن في عام 1981 وأطلق «تقرير سي إن إن العالمي»، والذي ظهر فيه صحفيون دوليون يقدمون أخبارًا عاجلة من بلدانهم متعلقة بمنظورهم المحلي. مع تقديم جين فوندا كمضيفة، أنتجت بايل قضية الناس، عرض حاز عدة جوائز، الذي تحمل مسؤولية القضايا العالمية التي تناولتها سلسلة من مؤتمرات القمة للأمم المتحدة.

### ناشطة إعلامية
في عام 1980 بعد أن قرأت «التقرير العالمي لعام 2000» المقدم إلى الرئيس بتكليف من الإدارة الرئاسية لجيمي كارتر، التزمت بايل بجعل الاهتمامات العالمية في مقدمة اهتمامات الجمهور. عملت بايل مع المجموعات البيئية الرئيسية وأقامت علاقات تعاون بينها مثل برنامج الأمم المتحدة للبيئة، والاتحاد الوطني للحياة البرية، وجمعية أودوبون الوطنية، ومجلس الدفاع عن الموارد الطبيعية.
كان نشاط بايل متجذرًا في الإنتاج الإعلامي. سلسلتها الوثائقية المكونة من 35 جزءًا، قضية الناس، التي استضافتها جين فوندا، قدمت لمحة عن الأشخاص العاديين من جميع أنحاء العالم الذين يعملون لمعالجة قضايا التنمية المستدامة، والسكان، وحقوق المرأة، والسكان الأصليين. سافرت بايل حول العالم لتصوير هذا المسلسل، حيث عملت منتجة تنفيذية ومراسلة. بُث قضية الناس محليًا على سي إن إن وتي بي إس، وعلى الصعيد الدولي على سي إن إن الدولية. لتوسيع نطاق الجمهور، وزِعت مقاطع قضية الناس مجانًا من خلال برنامج توزيع دولي وصل إلى المذيعين في أكثر من 180 دولة مع جمهور مشاهدة محتمل يبلغ ملياري شخص.
بُث فيلم بايل يوم الخمسة مليارات، الذي أنتِج بالاشتراك مع صندوق الأمم المتحدة للسكان، إلى أكثر من 80 دولة وشاهده أكثر من مليار شخص، وعرض مقاطع فيديو موسيقية أصلية لفنانين مشهورين من جميع أنحاء العالم جنبًا إلى جنب مع أفلام وثائقية صغيرة ورسائل من قادة دوليين ومؤلفين مستقبليين. عرض يوم الخمسة مليارات مقطع فيديو يمثل ولادة خمسة مليارات شخص على وجه الأرض. شارك في الفيلم زعماء العالم مثل رئيس كوستاريكا أوسكار آرياس، ورئيسة وزراء النرويج غرو هارلم برونتلاند، ورئيس إندونيسيا سوهارتو، ورئيس الوزراء الصيني زاو زيانغ، بالإضافة إلى أساطير الموسيقى بيتر غابرييل، وكروديد هاوس، وجيمي كليف، وستيفي وندر، والأخوة نيفيل، وألين توساينت، وكلارنس كليمونز، والدكتور جون، ونونا هندريكس، ويوسو ندور، والمؤلفين المشهورين إسحق عظيموف، وآرثر سي. كلارك، وكورت فونيجت من بين آخرين كثيرين. امتد هذا الاحتفال إلى يوم السكان العالمي الذي يُحتفل به سنويًا. حصل الفيلم على العديد من الجوائز، بما في ذلك جائزة معهد السكان للإعلام العالمي، وجائزة سيندي من الرابطة الدولية للتواصل الصوتي والمرئي، وجائزة هوغو الفضية بالإضافة إلى الترشيحات لجوائز كابل آسي وإيمي.